# São Paulo Challenger 2002
Il São Paulo Challenger 2002, noto come Visa Tennis Open 2002 per ragioni di sponsorizzazione, è stato un torneo maschile di tennis facente parte della categoria ATP Challenger Series nell'ambito dell'ATP Challenger Series 2002. È stata l'unica edizione del torneo e si è giocato a San Paolo in Brasile dal 28 ottobre al 3 novembre 2002 su campi in cemento.

## Vincitori

### Singolare
Franco Squillari ha battuto in finale  Luis Horna con il punteggio di 6–2, 6–4

### Doppio
Mariano Hood /  Sebastián Prieto hanno battuto in finale  Luis Horna /  Sergio Roitman con il punteggio di 6–3, 6–4